# Монго Беті
Монго Беті (30 червня 1932, селище Акометам, неподалік Мбальмайо — 8 жовтня 2001, Дуала) — камерунський письменник, активний борець проти колоніалізму.

## Біографія
1951 закінчив ліцей у Яунді. Переїхав до Франції, навчався в Екс-ан-Провансі, потім у Сорбонні. Дебютував у 1953 новелою Без ненависті та кохання, опублікованому у відомому журналі Présence africaine. У цьому ж журналі під псевдонімом було опубліковано його роман «Жорстоке місто» (1954).
Викладав у ліцеях Парижа, Ламбаля, Руана.
У 1978-1991 видавав журнал Peuples Noirs Peuples africains.
У 1991, після більш ніж тридцятирічного вигнання, повернувся до Камеруну.
1994 року пішов у відставку як викладач.
Займався громадською діяльністю, продовжував літературні заняття.
Помер через відсутність далізу, після того, як був госпіталізований в Яунді з гострою печінковою та нирковою недостатністю.